# Число Каталана
Числа Каталана — числова послідовність, що зустрічається в багатьох задачах комбінаторики. Послідовність названа на честь бельгійського математика Каталана, хоча була відома ще Л. Ейлеру.
Перших декілька чисел Каталана:
1, 1, 2, 5, 14, 42, 132, 429, 1430, 4862, 16796, 58786, 208012, 742900, 2674440, 9694845, 35357670, 129644790, 477638700, 1767263190, 6564120420, 24466267020, 91482563640, 343059613650, 1289904147324, 4861946401452 … (послідовність A000108 з Онлайн енциклопедії послідовностей цілих чисел, OEIS)

## Означення
n-те число Каталана {\displaystyle \,\!C_{n}} можна визначити одним із наступних способів:

Розбиття шестикутника (C_{4}=14)

- Кількість розбиттів опуклого (n+2)-кутника на трикутники діагоналями, що не перетинаються.

- Кількість правильних дужкових структур довжини 2n.

Наприклад, для n=3 існує 5 таких послідовностей:

 ((())), ()(()), ()()(), (())(), (()()) 

тобто {\displaystyle C_{3}=5}.
- Кількість способів з'єднання 2n точок на колі n хордами, які не перетинаються.

- Кількість неізоморфних упорядкованих бінарних дерев з коренем з n+1 листом.

## Властивості
- Числа Каталана задовольняють рекурентному співвідношенню:

{\displaystyle C_{0}=1\,\!} і {\displaystyle \qquad C_{n}=\sum _{i=0}^{n-1}C_{i}C_{n-1-i}} для {\displaystyle n\geq 1.\,\!}
Це співвідношення легко отримати, помітивши, що будь-яка непуста правильна структура однозначно представлена в формі w=(w1)w2, де w1, w2 — правильні структури.
- Генератриса для чисел Каталана:

{\displaystyle \sum _{n=0}^{\infty }C_{n}z^{n}={\frac {1-{\sqrt {1-4z}}}{2z}}}
- Числа Каталана можна виразити через біноміальні коефіцієнти:

{\displaystyle C_{n}={\frac {1}{n+1}}{2n \choose n}={2n \choose n}-{2n \choose n-1}.}
- Асимптотично {\displaystyle C_{n}\sim {\frac {4^{n}}{n^{3/2}{\sqrt {\pi }}}}}